# Chaparana taihangnicus
Nanorana taihangnica là một loài ếch thuộc họ Ranidae.
Đây là loài đặc hữu của Trung Quốc.
Môi trường sống tự nhiên của chúng là rừng ôn đới và sông ngòi.